# 斑點辛普遜鱂
斑點辛普遜鱂（学名：Simpsonichthys punctulatus）為輻鰭魚綱鯉齒目鰕鱂亞目溪鱂科的其中一種，為熱帶淡水魚，分布於南美洲巴西聖弗朗西斯科河及Paracatu河上游流域，體長可達2.9公分，棲息在底中層水域，生活習性不明。
其种加词“punctulatus”意为“有斑点的”。